# رباط غرابی‌بازویی
رباط غرابی‌بازویی یا لیگامان کوراکوهومرال (انگلیسی: Coracohumeral ligament) یک رباط پهن است که بخش بالایی پوشینه مفصل شانه را تقویت می‌کند.
این رباط زائده غرابی (کوراکویید) استخوان کتف (اسکاپولا) را به تکمه بزرگ استخوان بازو (هومروس) متصل می‌کند. این رباط نسبت به رباط شانه (گلنوهومرال) از اهمیت بیشتری جهت ثبات مفصل شانه برخوردار است.